# Happy Endings (film 2005)
Happy Endings è un film del 2005 scritto e diretto da Don Roos.